# BBC Newcastle
BBC Newcastle – brytyjska stacja radiowa, należąca do publicznego nadawcy radiowo-telewizyjnego BBC i pełniąca w jego sieci rolę stacji lokalnej dla hrabstwa Tyne and Wear. Została uruchomiona 2 stycznia 1971 roku, obecnie jest dostępna w analogowym i cyfrowym przekazie naziemnym oraz w Internecie. 
Siedzibą stacji jest ośrodek BBC w Newcastle upon Tyne, znany wśród mieszkańców regionu pod żartobliwą nazwą "Różowy Pałac", pochodzącej od dominującego na elewacji koloru różowego. W tym samym gmachu znajduje się również studio regionalnych wiadomości telewizyjnych Look North, prezentowanych w paśmie rozszczepianym na BBC One. Oprócz audycji własnych na antenie BBC Newcastle można usłyszeć również wspólny magazyn reporterski angielskich stacji lokalnych BBC, koordynowany przez BBC Radio Leeds, zaś w nocy transmitowane są programy ogólnokrajowego BBC Radio 5 Live. 